# 柯文哲
柯 文哲（か ぶんてつ、1959年〈民国48年〉8月6日 - ）は、中華民国（台湾）新竹市出身の外科医、政治家。台湾民衆党主席（初代）、台北市長（第6・7代）。
国立台湾大学医学部附属病院（台大医院）医師、台大医院創傷医学部主任、台大医学院教授を歴任。専門は外科医学、緊急救命、臓器移植、体外式膜型人工肺（ECMO）、人工臓器などで、ECMOを国内に初導入した第一人者として台湾における集中治療の発展に貢献した。
2014年の市長選挙で台北市の市長に当選し、2019年には2020年の立法委員選挙を見据えて設立した中道政党台湾民衆党（戦前の台湾民衆党とは異なる）の党首にも就任した。大政党である民進党や国民党の政治とカネをめぐる問題について厳しく批判する姿勢に若者を中心にカリスマ的人気が集まった。
柯P、KP（PはProfessorの略字，台湾大学医学院の教授であったことから）と呼ばれることで有名。

## 経歴
1959年新竹市生まれ。祖父の柯世元は日本統治時代には教師だったが、二・二八事件で国民党政府により逮捕・拘禁された後に54歳で病死している。父の柯承発は台湾大学医学部に入学したが、世元が国民党政府による勾留と虐待により病に倒れた後は台大を中退し、新竹師範専科学校に転学した。同校卒業後にマーシャル諸島にて水力発電の仕事に就き、帰国後は、日本語に精通していたため、新竹科学工業園区で日系企業の顧問を務めた。承発は、息子の文哲が台北市長に立候補すると宣言した際には、世元が二・二八事件で亡くなった事もあり反対した。
国立新竹高級中学を卒業後、国立陽明大学医学部に進学するが、大学2年次に再入試を受け、国立台湾大学医学部に入学した。全国一位で医師資格を取得後は恩師の著名な外科医朱樹勲の下で外科、救急医療に携わった。
1993年、ミネソタ大学ツインシティー校医学部外科に1年研修に行き、人工肝臓の研究をした。帰国後は台湾大学附属医院の主治医、創傷医学担当主任を歴任した。また在職中に臓器移植のチーム「台大器官移植小組」を設立し、台湾における臓器移植手順の確立に努めた。また体外式膜型人工肺（ECMO）を導入した。
2002年、台湾大学医学部で臨床医学博士号を取得した。
2010年11月26日、後に柯の対立候補となる国民党の政治家連勝文が選挙演説中に銃撃され（連勝文銃撃事件）、台大医院に運ばれた際、手術を指揮した。
2011年に国立台湾大学医学部附属病院でエイズ感染者の臓器を誤って移植してしまう事件が起こったとき、柯文哲も監督責任を問われた。ところが、行政も含めたシステム全体の問題を一方的に押し付けられたことに対し彼は臆せず発言したため注目を浴びた。
2013年には、その後時代力量主席となる黄国昌の父の手術を台大医院で執刀している。

## 政治家として

### 台北市長就任前
1994年に陳水扁が台北市長に当選した当時、柯は陳の医学界後援会幹部であり、陳の総統当選時も後援していた。
2012年中華民国総統選挙の際は蔡英文を支持した他、2013年には台湾独立派団体による908台湾国運動の大会に参加し、「中華民国」に代わる新たな国名として「台湾共和国」の提案を支持した。また2014年の台湾学生による立法院占拠の際には応援に駆けつけた。

### 台北市長選挙
2014年11月の台北市長選挙には無所属で出馬。民進党の支持・支援を受け選挙戦を戦い、与党・国民党候補の連勝文らをくだして当選、12月25日に台北市長に就任した。選挙期間中は連勝文の父の連戦や郝柏村から、「柯文哲は出自が日本人である（日本統治時代に祖父が「青山」と名乗っていたので「青山文哲」である）」「漢奸」との中傷を受けたものの、むしろ有権者からは連の発言が「差別的」「時代遅れ」と批判を受けることとなり、連陣営は釈明や謝罪に追い込まれた。柯自身、連や郝の発言に対し「台湾人は異なる過去を持っている。しかし、今は一緒にいる。日本人であったことは祖父の過ちではない」と反論していた。
2014年の市長就任後は台湾独立を主張せず、後述のように対中友好路線をとり始めたことなどから、再選のかかった2018年の市長選では民進党は柯を支持せず、独自候補を擁立した。なお、かつて台湾独立を支持していたことについて議会で質疑を受けた際には「時代にはその時代の考え方がある。医師としての柯文哲と台北市長としての柯文哲の考えは違う」と回答している。

### 台北市長就任後

#### 両岸関係
市長就任にあたっては今後の台湾と中国大陸の関係のあり方について相互認識、相互理解、相互尊重、相互協力を軸とする「4つの相互」の概念を提案しており、就任後も2015年に訪中する際にも自らの提唱する「十五新観点」に基づいて一つの中国に反対せず、習近平共産党総書記が提起した「両岸一家親」（中台は一つの家族）を度々主張していることは中国政府から歓迎された。また、毛沢東を引用して中国共産党の歴史に倣って国民党を打倒すると発言し、延安や中国共産党第一次全国代表大会会址など中国共産党の革命の聖地を訪問していることは物議を醸した。2017年に波紋を呼んだ頼清徳（当時台南市長）の「親中愛台」発言に関連して、自らの立場を「友中親美靠日（中国と友好、親米、日本寄り）」と表明している。同様に中国に友好的な高雄市長の韓國瑜とともに「北柯南韓」とも呼ばれている。
一方で米国に亡命した中国の実業家郭文貴は「柯市長の当選は台湾の悲劇」とまで言い切っている。また、米国の人権活動家でジャーナリストのイーサン・ガットマンが2004年から中国で弾圧されている法輪功に対する臓器売買に柯文哲が加担したとする著書を出版して大きな論争となった。
2019年4月、微博の公式アカウントを取得。

#### 対日関係

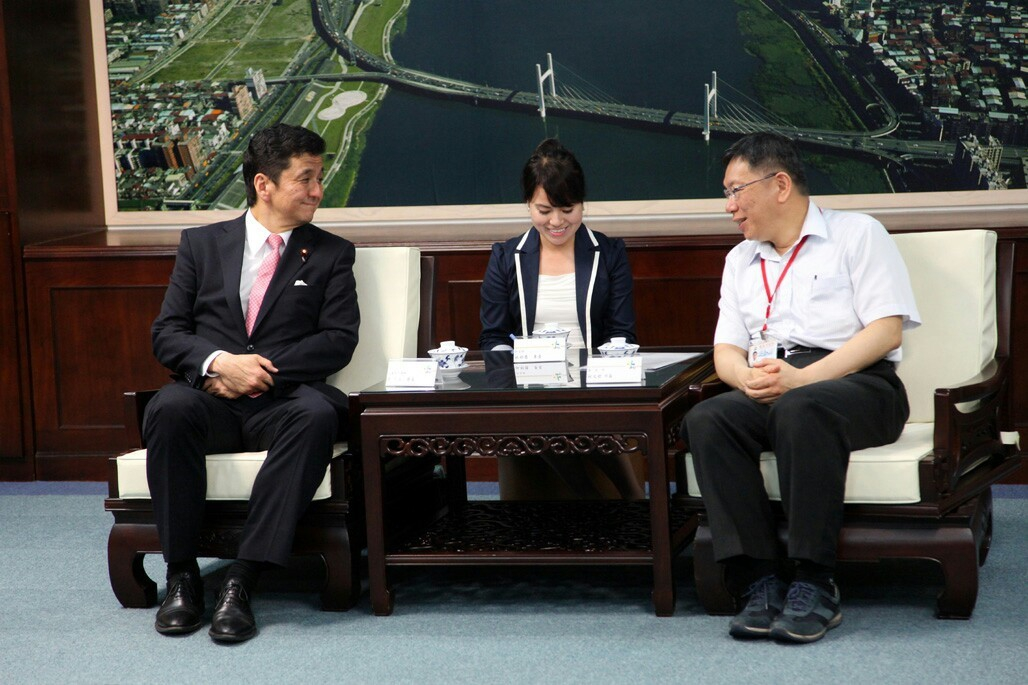
岸信夫と会談する市長柯（右）

2015年、訪台した日台若手議連のメンバーで自民党青年局の岸信夫と会談している、
2016年1月24日、台北市長就任後、両親も初めて来日
。
翌25日には東京都議会を訪れ、正副議長と面会。面会後、記者団に対し「日本は台湾の重要な同盟国だ」と語った。両親も同行した。
また、前大阪市長の橋下徹とも会談している。
2019年5月、再来日し、富山市の日台観光サミット出席や、岸信夫および小池百合子との会談を精力的にこなした。また東日本大震災で壊滅した宮城県南三陸町の公立志津川病院の移転先で、台湾からの義援金を元に再建された南三陸病院の表敬訪問、福島県南相馬市では地元食品を頬張り、「核食」の輸入規制を続ける台湾政府に対し科学的な視点で解決を呼び掛けている。日本同様に脱原発を目指して火力発電所の環境問題が取りざたされる中で磯子火力発電所も視察した。

#### 対米関係
対中で「両岸一家」を旗印にしていることから、在米台湾同郷会は歓迎しない意思を表明している。

#### 対韓関係
2015年夏季ユニバーシアードで韓国を訪れた際に、選手村で「韓醫（韓医学）」という横断幕があったことに衝撃を受けたことがある。その事を台湾メディアが報じると、「漢方医学が中国医学であることを否認して、漢方医学を韓医学と称するなんて、恥知らず」と多数の台湾人が韓国人を非難する事件があった。

#### 他

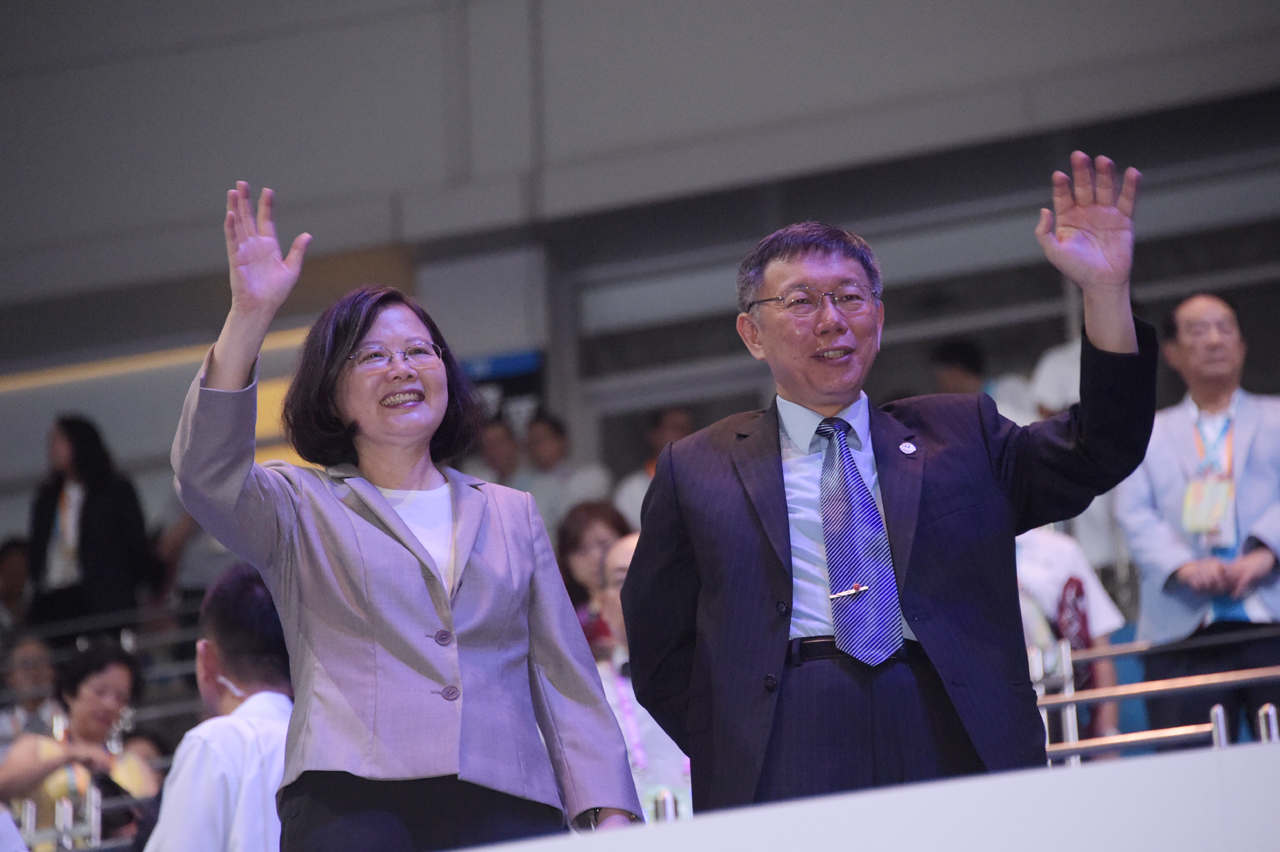
2017ユニバーシアード開幕式で総統の蔡英文と

2017年夏季ユニバーシアードのホスト首長として期間前後のトラブルを乗り越えて開催を成功させた。

#### 交通政策

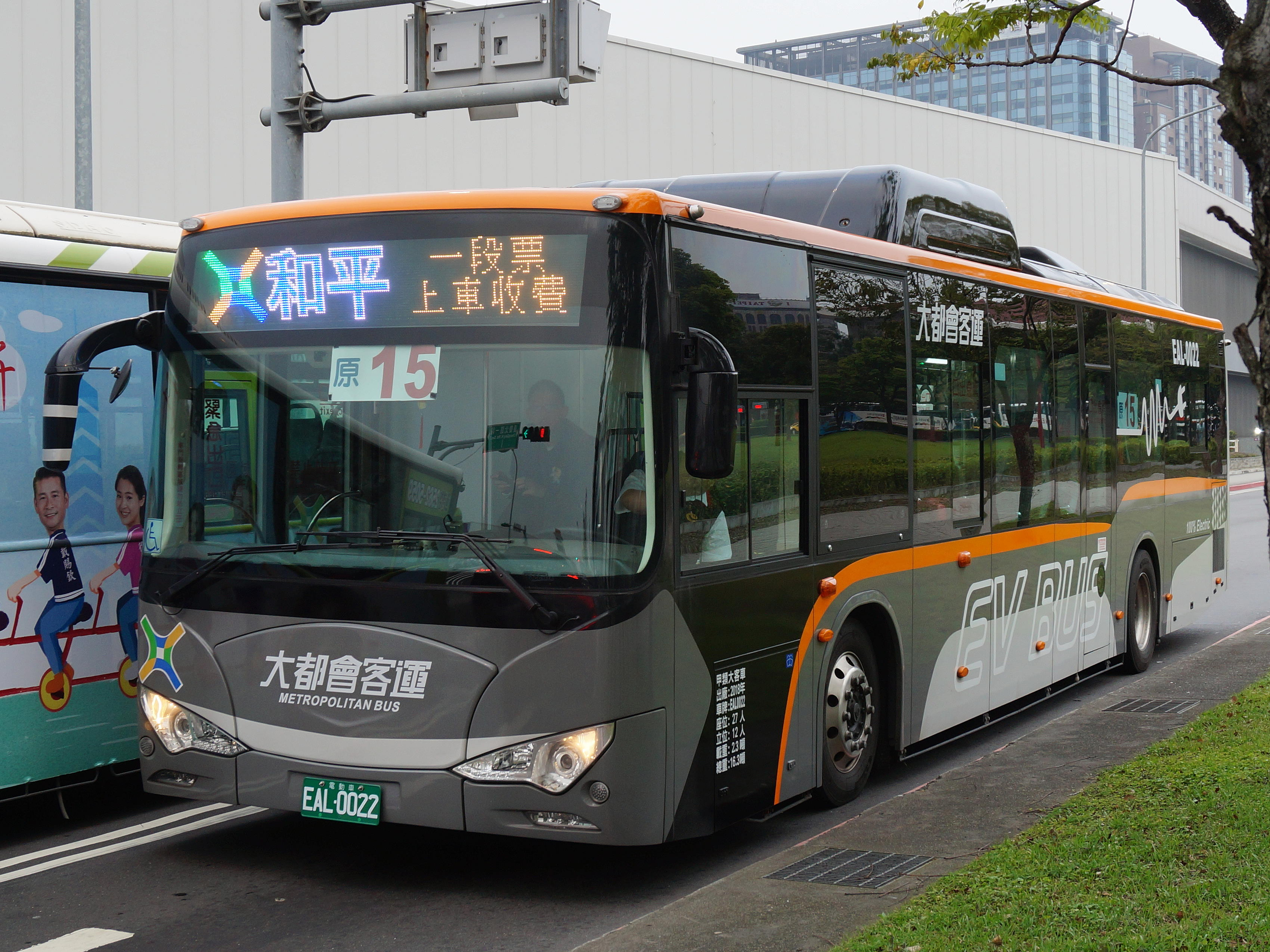
幹線公車

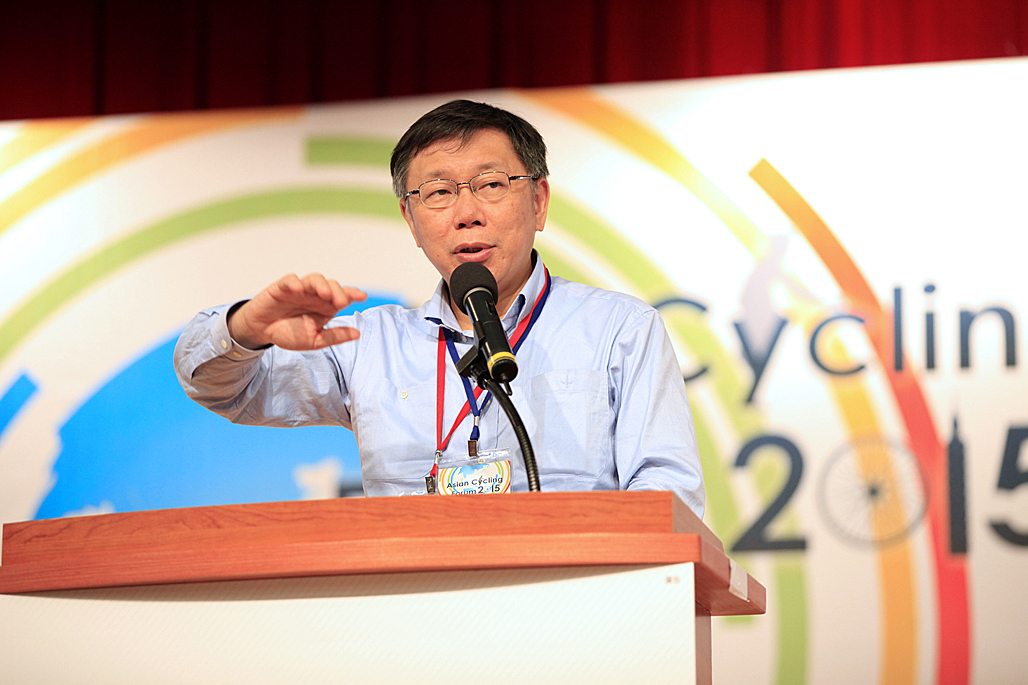
2015年アジア自転車フォーラムでスピーチする柯

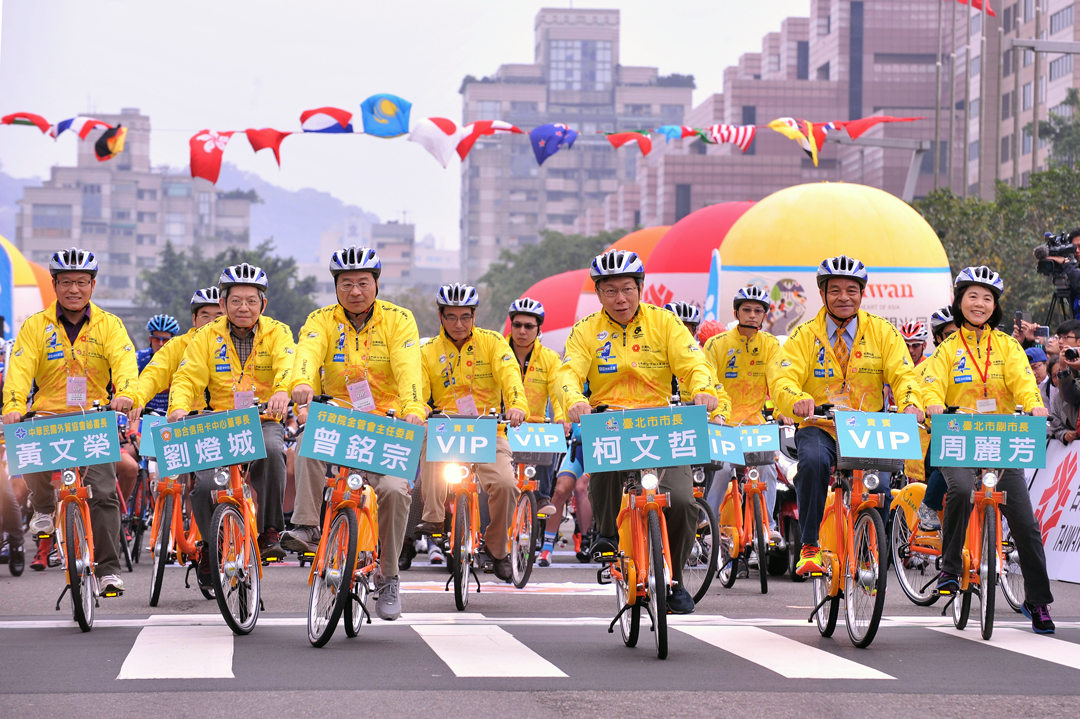
ツール・ド・台湾2015

IC交通カードの全国化に際しては高雄エリアでのシステム更新コスト負担を渋ったため悠遊卡公司と高雄捷運公司の紛争に高雄市長陳菊とともに参戦し、南北代理戦争の様相を呈した。高雄エリアでの他社カードとの格差が2016年夏から2018年春まで2年弱続いた。
2017年から2018年にかけて新北市政府と共同で台北市内で幹線公車系統を導入
2018年、市内の公共交通利用率向上を目指し台北捷運（のちに新北捷運も）、台北聯営公車（台北市市区公車と新北市公車）、YouBikeが1カ月定額無制限で乗り放題となる「1,280元定期票」の販売を推進した。
捷運やバスを使って通勤することが多い。
競技者ではないが、自転車をライフワークとしており、2016年に台北で開かれた自転車関連の国際会議・Velo-cityに出席し、YouBike（台北市公共自転車）の利用を推進している。（後段の#自転車節も参照）

##### 飲酒運転撲滅

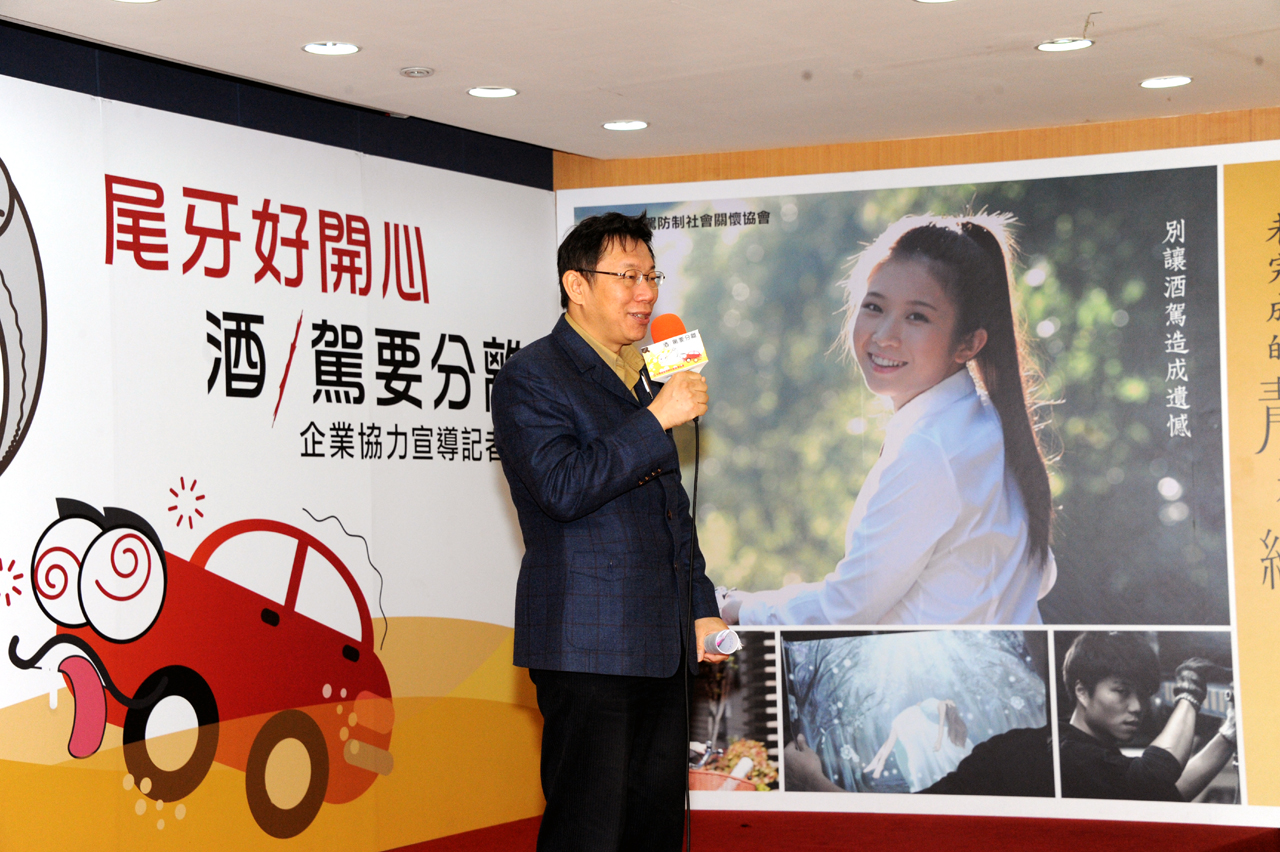
自身が設立に関わった飲酒運転防止のためのNPO法人TADD

飲酒運転による事故撲滅のためにzh:台灣酒駕防制社會關懷協會（TADD）を立ち上げ、初代理事も務めた。また公共交通機関への移行を促進すべく自転車を漕ぐ自身のキャラクターを描いたチャリティー用悠遊卡をプロデュースした（協会寄付者へ無料進呈する形式）。

#### 防疫政策
新型コロナウィルス
防疫対応では隔離対象者の監視に電子タグ装着を提唱して中央流行疫状中心の指揮官陳時中に『人間は豚でも肉の塊でもない』と反論されたことや、肝煎りで開始したマスク自販機も却って行列が長引いたこともあり、2020年4月に行われた遠見雑誌による民調では50%を切る満足度で6市長のうち韓国瑜に次ぐワースト評価だった。

#### 市政評価
2016年初頭は台北ドーム（台北大巨蛋）の建設中断で時間と費用を浪費していることに対して支持率が一時下落していたが、2017年夏季ユニバーシアードを成功裏に終えたことで支持は回復傾向となった。
地方首長に対する市政満足度と施政評価調査では台北市長柯に対する評価は以下のようになっている。
遠見雑誌（毎年5月末に発表）
- 2015年が満足度77.2、施政74.6、星は4.5[62]
- 2016年が満足度45.6、施政60.4、星は3.5[63]
- 2017年が満足度42.9、施政61.5、星は3.5[64]
- 2018年が満足度55.3、施政65.0、星は3.5[65]
- 2019年が満足度48.4、施政64.2、星は3.5[66]
- 2020年は満足度は52.3%（六都5位、全県市で21位）、不満足度は34.5%（六都5位、全県市で21位）、施政64.9（六都4位、全県市で20位）、星は3.5[注 2]

天下雑誌（毎年9月発表）
- 2015年が満足度70.6（施政68.3。六都3位、全22県市中9位）[68]
- 2016年が満足度49.36（六都6位、全22県市中21位）[69]
- 2017年が満足度56.03（六都4位、全22県市中14位）[70]
- 2018年が満足度57.12（六都3位、全22県市中12位）[71]
- 2019年が満足度51.80（六都4位、全22県市中20位）[72]

### 2024年中華民国総統選挙
2023年、翌年1月の総統選挙に向けて台湾民衆党公認候補として立候補を表明した当初は泡沫候補と見られていたが、時間の経過と共に支持率が上昇し、ケーブルテレビ局TVBSが行った世論調査では、二大政党候補を抑えて初めて支持率1位を獲得するなど、台湾政界では衝撃が走った。特に20代30代の若い世代の支持率が圧倒的に高く、現在の二大政党制に不満を持つ若い世代の変化を求めている姿が明らかになった。柯文哲と親しい郭台銘も仲介し、11月15日には中国国民党と台湾民衆党との間で野党候補を一本化することで合意し、両党の接近は藍白合作と呼ばれたが、11月24日に決裂して別々に立候補することとなった。この野党共闘を巡る混乱で党内での求心力が低下し、地方幹部の相次ぐ離党を招いたほか、一時は1位を記録した支持率も低下し、若者の支持も失う結果となった。2024年1月13日に執行された総統選挙では得票率26.46％にとどまり、40.05％を獲得し当選した民主進歩党の頼清徳副総統、得票率33.49％の侯友宜新北市長に及ばず3位となった。しかし、同1月の立法委員選（改選数113）では与党民進党が51議席、最大野党国民党が52議席といずれも過半数を確保できない中、民衆党は８議席を獲得、キャスティングボートを握ることとなった。

### 政治献金の虚偽記載疑惑と汚職疑惑
2024年、当局に提出した資金報告書に選挙集会運営を請け負った業者への報酬として記載された金額の一部が支払われてなかったことが発覚、地検が文書偽造容疑で捜査する中、8月29日、総統選挙当時に受けた政治献金の会計報告で虚偽記載があったとして、3か月間休職すると発表した。小政党でダブルチェックが行き届かなかったというのが柯の説明である。
検察は台北市内の商業施設整備に絡む汚職事件の捜査を進めていて、当時市長を務めた柯や開発責任者だった副市長が関与した疑いが浮上している。業者側が規定を超えるビル容積率を求め、市議らが業者からカネをもらって市に口利きし、市側が便宜を図ったというもの。29日夜から30日未明にかけて業者企業幹部や国民党の市議の勾留が裁判所に認められる中、30日、検察当局は柯の自宅や事務所、台湾民衆党本部を家宅捜索した。31日、検察当局は汚職の疑いで柯を逮捕した。9月2日、台北地方法院は検察の勾留請求に対し「現時点での証拠では違法事実を認識していたり指示していたりしていたと認めるのは困難」として保証金なしでの釈放を決定した。柯と共に勾留請求された当時の副市長については勾留を決定した。3日、検察は決定を不服として抗告した。4日、台湾高等法院は地方法院の決定を取り消し、審理を地方法院に差し戻した。5日、地方法院で差し戻し審が開かれ、柯の勾留が決定された。保釈も認められず、逮捕後に釈放されていた柯は同日収監された。11月1日、地方法院は検察による2カ月間の勾留延長請求を認めた。12月26日、検察は柯を贈収賄や政治献金横領の罪などで起訴した。合計で懲役28年6カ月、10年間の公民権停止が妥当だとする意見もつけた。27日、地方法院は柯の保釈を認める決定をした。保釈保証金は3千万台湾元。
2025年1月1日、台湾民衆党は臨時拡大中央委員会を開き、柯の申し出た辞任を認めた。2日夜、地方法院は「逃亡や証拠隠滅のおそれがある」などとして、柯を再び勾留することを決めた。
柯は、厳しく大政党のカネの問題を追及してきて一部の若者を中心にカリスマ的な人気があったが、イメージが一変、影響力を取り戻すのは容易ではないだろうと見られている。

## 家族
妻の陳佩琪と3人の子供がいる。妻は離島の澎湖県出身で夫と同じく医師である。現在は台北市立連合病院の小児科主任を務めている。夫婦は1男2女を儲け、国立台湾師範大学を卒業し国立清華大学の研究所で学んでいた長男・柯傅尭は本人と同じアスペルガー症候群である。長女の柯傅宣は父親との関係悪化が伝えられ、次女の柯傅蓉は台北市立第一女子高級中学に進んだ。
独裁時代に家族が国民党政権に殺害・弾圧された経緯があるため、2015年の二・二八事件式典では遺族代表として参加した。この式典で、国民党の馬英九総統から握手を求められたが、柯はこれを拒否した。
2018年の紀念日は出席している。

## 逸話

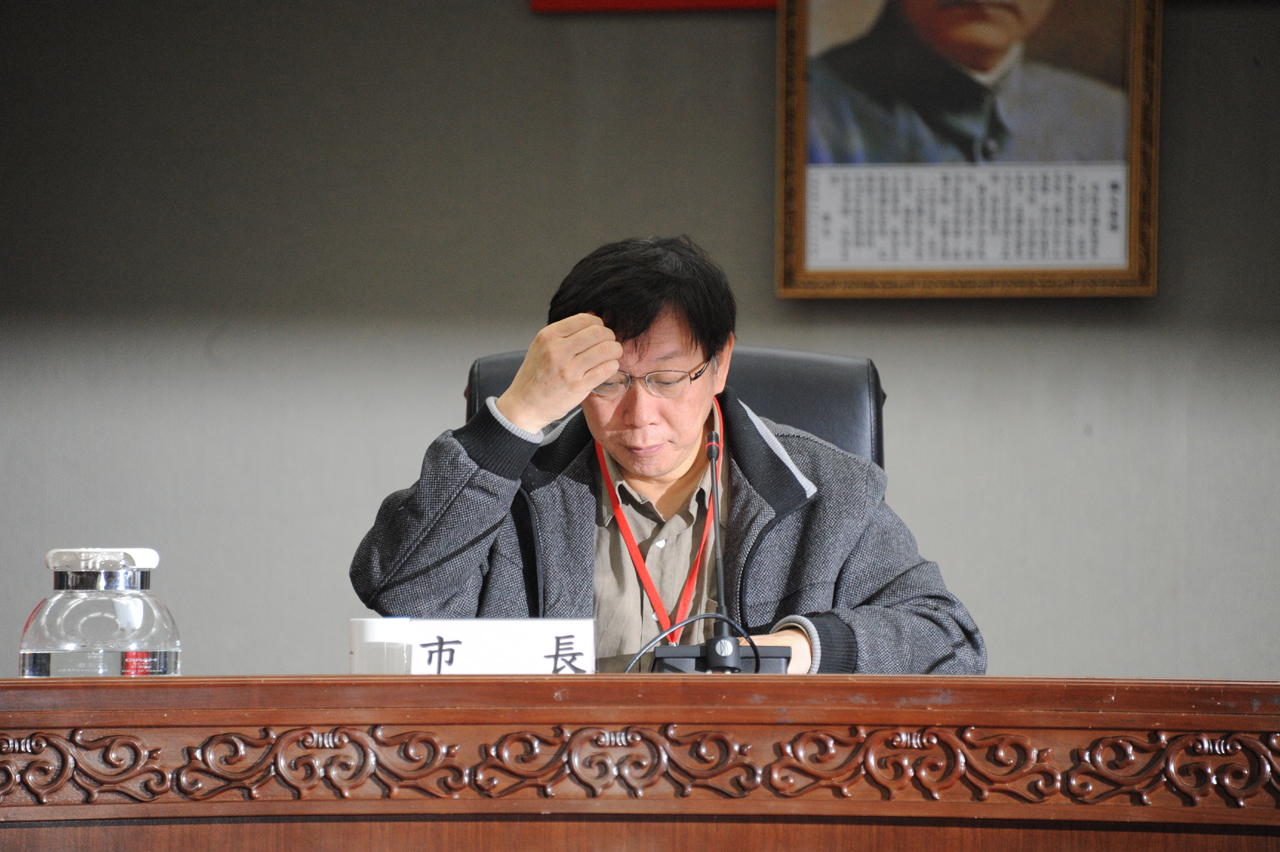
頭に手をやる仕草はトレードマーク

2015年9月の波卡事件で、台北市議員徐弘庭が、柯文哲は悠遊カード董事長であった戴季全を庇っていると主張し、頭にきた柯文哲がデスクを叩いた映像が中国大陸のネットで話題になった。
元立法委員で民進党籍の台北市議王世堅は犬猿の仲。王は「柯黑（反柯文哲）」を自認し、「一生牽制你一人（一生あなたを牽制する）」と噛みついたり、柯が市議会の質疑で王に対して「垃圾（ゴミ）」呼ばわりすると、王も「胡說八道（戯言をいうの意）」と応酬するなど、収束の気配は見えない。
コンビニのイートインコーナーで深夜に1人で食事を摂る姿が目撃されたり、外遊の際は周辺国の日本や東南アジアだけではなく、ニュージーランドなどへの長距離でもエコノミークラスを多用するなど倹約ぶりが目立つ。また、空港で地べたに座りながらコンセントから充電中のスマートフォンを操作している姿も目撃されている。

### 自転車
市長就任後も頻繁に出身地の新竹へ自転車で里帰りしたり、地方選挙期間中に支持する候補者への応援で南部まで自走、台北高雄間の「1日双城」といわれるロングライドに挑戦している。プライベートでも2016年2月28日前後の連休には228事件追悼イベントには参加せず、台湾島最北端の富貴角（新北市）から最南端の鵝鑾鼻（屏東県）までの約520kmを無宿泊で走り抜ける「一日雙塔」を敢行、目標タイムには及ばなかったが28時間台で見事完走した。その後訪台した愛媛県知事中村時広との会談でしまなみ海道も挑戦するように要請された。
翌2017年も同日に実家の新竹に自転車で帰省した。
2019年の228紀念日も出席したが、同日にサイクリングも敢行した。台北から新竹まで自走し、台湾高速鉄道（高鉄）で台北にとんぼ返りして式典に出席。再度高鉄で嘉義まで移動、そこから台南経由で高雄市まで自走するという変則型の「雙城」だった。

### サブカルチャー
2017年9月10日、西門町にあるアニメイト（安利美特）台北店を訪問するなど、コスプレやアニメ文化に対する支持を表明した。また、就任3年を迎えた2017年末には自らを8ビットのキャラクターに仕立てたブラウザゲーム「奔跑吧！台北」をリリースしている。
2018年にはナイトクラブに集う若者に投票を呼び掛けるべく、DJとして飛び入り参加している。また、選挙運動の一環として地元のラッパーとコラボレーションし、ラップ曲「Do Things Right」をリリースしている。
陳水扁や馬英九などの歴代台北市長がコスプレに軒並み挑戦しているが、柯も例外ではなく、市長就任前および任期中に度々コスプレ姿を披露している。
コスプレ
- 市長就任前
  - ONE PIECEのモンキー・D・ルフィ[126]、トニートニー・チョッパー[127]（2014年漫画博覧会（中国語版））
- 市長就任後（順不同）
  - NARUTO -ナルト-のうずまきナルト[128]
  - League of Legendsのティーモなど[129][130]
  - ブラック・ジャックの主人公ブラック・ジャック[131]
  - ジャイアントパンダ[132]
  - 名探偵コナンの江戸川コナン[133]
  - ホラー映画「ソウ」のビリー・ザ・パペット[134]

他
似ていると言われたり、自身による二次創作およびインターネット上で勝手に悪搞の対象となったもの
- 岡崎倫典[135]
- 中華一番のマオ[136][137]
- ポケットモンスターのコダック（トレードマークの片手で頭を掻くポーズ[138]）

### 語録
- 垃圾不分藍緑（中国語版）（拼音: Lèsè bù fēn lán lǜ、ルースー・ブーフェン・ランリゥ） - 直訳すると『ゴミに青や緑の区別はない』。台北市の環境政策が功奏し、市内のゴミ排出量を減らした余剰能力分で他県市の廃棄物処理を請け負った際の市議会での質疑によるもの[139]。真意は「ゴミを出す県市の首長が藍（国民党）だろうと緑（民進党）だろうと関係ない。藍か緑か分けずに引き受ける」というものだが、ネットユーザーの間では「政治家は藍も緑もゴミ/藍と緑の政治家にもゴミがいる」という意味で定着、ゴミ処理という環境問題から二大政党を揶揄するスラングへと変容した[140]。その後、国内最大のネット掲示板批踢踢（PTT）でも2016年の流行語トップになったほか[141]、翌年には台中市の台中女中で期末試験の問題として出題された[142]。

#### 失言
市長1期目の4年で40の失言を発したと報道されているほど率直な物言いが度々物議を醸している。
- 「多くの日本人は騙されてここ（大稲埕霞海城隍廟（中国語版））に来る」[144][145]。
- 「彰化は搶轎をマフィア化させる（彰化搶轎變黑道）」（媽祖信仰の行事で神輿を争奪する『搶轎』が彰化に入ると警察官の振る舞いも悪くなることを指して[146]）
- 「台北市では既に外国新婦妻を30万人『輸入』（目前台北市已經『進口了』30萬的外籍新娘。）」（未婚男子が増えていることに対して[147][148]）
- 西門町のイベントで女子コスプレイヤーに「太っている」と言ってしまい、逆に自身のナルトについて老けすぎと反撃された[149]。
- 「香港はつまらない小さな島（香港很無聊，香港只是個小島有什麼好玩的）」、「香港は自由がない（香港有什麼好羨慕的？不只小，連選舉都沒有，自由的靈魂都沒有。）」[150][151]
- 「陳水扁は仮病」[150]
- 「老人票を買うもの」[152]（市社会局による高齢者への支給金を縮小したことに対する批判に対して[注 5][150]。）
- 2019年9月、「（前高雄市長）陳菊は太った韓国瑜（陳菊是比較肥的韓國瑜）」と発言したことで、自身のFacebookのいいね数が200万を突破した[154]。

## 選挙結果

### 2014年台北市長選

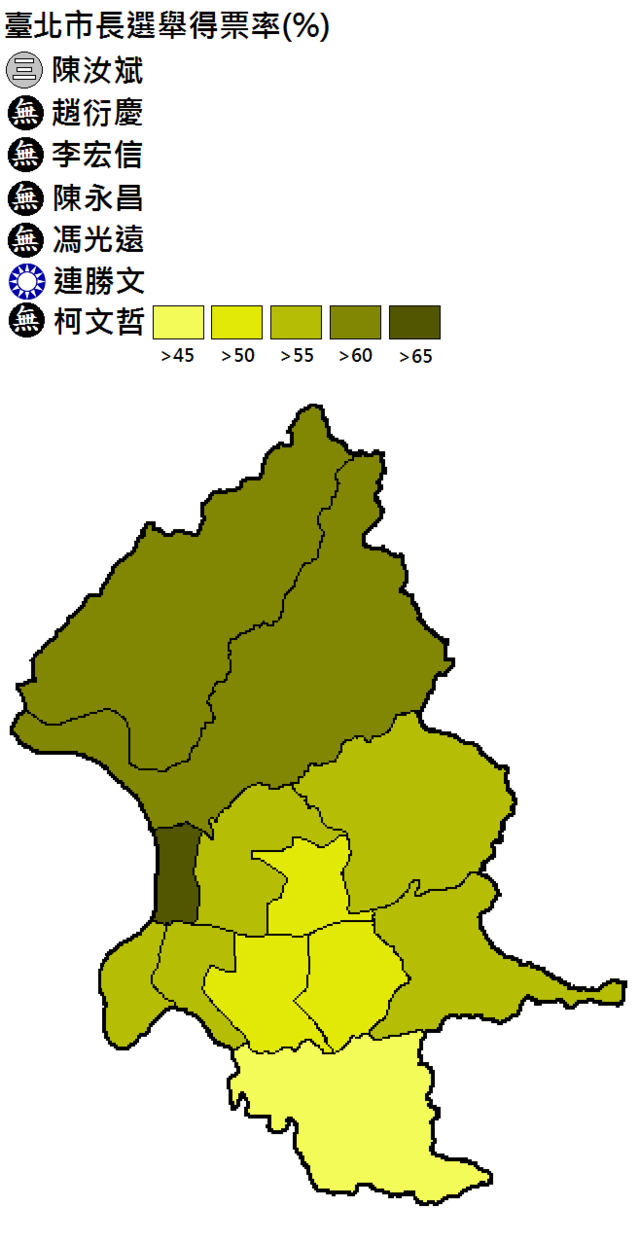
2014年得票分布

| 2014年台北市長選挙結果 | 2014年台北市長選挙結果 | 2014年台北市長選挙結果 | 2014年台北市長選挙結果 | 2014年台北市長選挙結果 | 2014年台北市長選挙結果 | 2014年台北市長選挙結果 |
| 候補者番号             | 候補者名               | 政党                   | 得票数                 | 得票率                 | 当落                   |                        |
| ---------------------- | ---------------------- | ---------------------- | ---------------------- | ---------------------- | ---------------------- | ---------------------- |
| 1                      | 陳汝斌                 | 三等国民公義人権自救党 | 1,624                  | 0.11%                  |                        |                        |
| 2                      | 趙衍慶                 | 無所属                 | 15,898                 | 1.06%                  |                        |                        |
| 3                      | 李宏信                 | 無所属                 | 2,621                  | 0.18%                  |                        |                        |
| 4                      | 陳永昌                 | 無所属                 | 1,908                  | 0.13%                  |                        |                        |
| 5                      | 馮光遠                 | 無所属                 | 8,080                  | 0.54%                  |                        |                        |
| 6                      | 連勝文                 | 中国国民党             | 609,932                | 40.82%                 |                        |                        |
| 7                      | 柯文哲                 | 無所属                 | 853,983                | 57.16%                 |                        |                        |
| 有権者数               | 有権者数               | 有権者数               | 2,146,939              | 2,146,939              | [ 157 ]                |                        |
| 投票数                 | 投票数                 | 投票数                 | 1,427,225              | 1,427,225              | [ 157 ]                |                        |
| 有効票                 | 有効票                 | 有効票                 | 1,413,870              | 1,413,870              | [ 157 ]                |                        |
| 無効票                 | 無効票                 | 無効票                 | 18,678                 | 18,678                 | [ 157 ]                |                        |
| 投票率                 | 投票率                 | 投票率                 | 70.46%                 | 70.46%                 | [ 157 ]                |                        |

### 2018年台北市長選

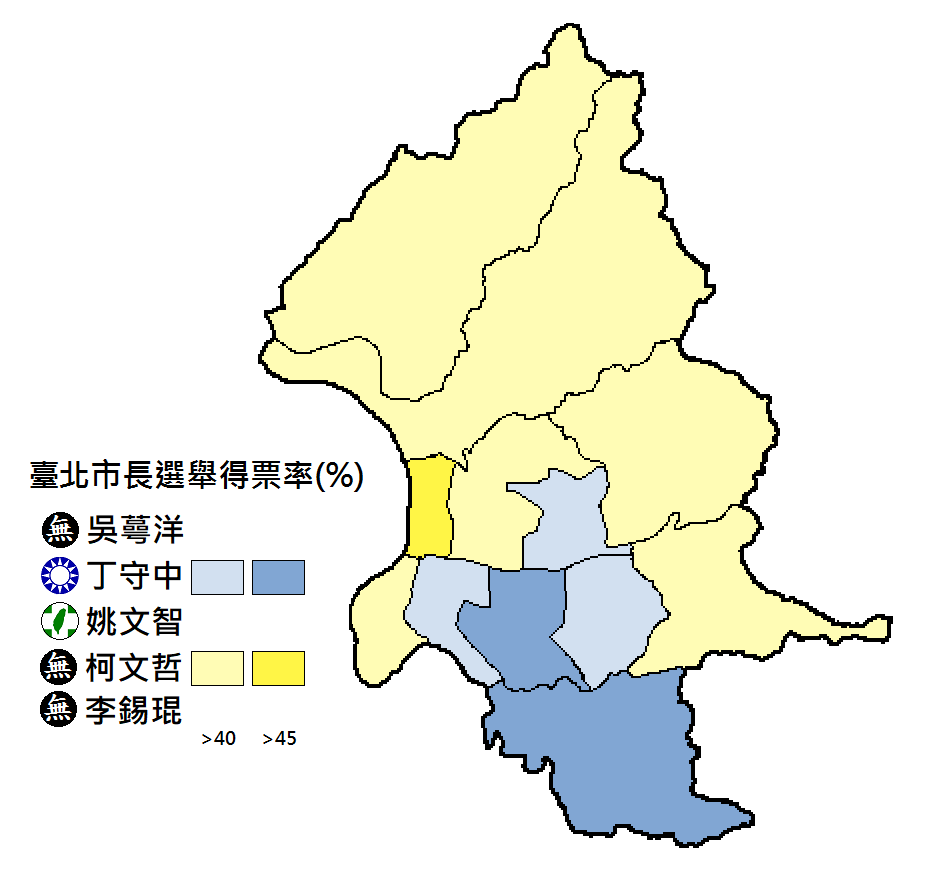
2018年得票分布

| 2018年台北市長選挙結果 | 2018年台北市長選挙結果 | 2018年台北市長選挙結果 | 2018年台北市長選挙結果 | 2018年台北市長選挙結果 | 2018年台北市長選挙結果 |
| 候補者番号             | 候補者名               | 政党                   | 得票数                 | 得票率                 | 当落                   |
| ---------------------- | ---------------------- | ---------------------- | ---------------------- | ---------------------- | ---------------------- |
| 1                      | 呉蕚洋                 | 無所属                 | 5,617                  | 0.40%                  |                        |
| 2                      | 丁守中                 | 中国国民党             | 577,566                | 40.82%                 |                        |
| 3                      | 姚文智                 | 民主進歩党             | 244,641                | 17.29%                 |                        |
| 4                      | 柯文哲                 | 無所属                 | 580,820                | 41.05%                 |                        |
| 5                      | 李錫錕                 | 無所属                 | 6,172                  | 0.44%                  |                        |
| 有権者数               | 有権者数               | 有権者数               | 2,164,155              | 2,164,155              | [ 161 ]                |
| 投票数                 | 投票数                 | 投票数                 | 1,427,225              | 1,427,225              | [ 161 ]                |
| 有効票                 | 有効票                 | 有効票                 | 1,414,816              | 1,414,816              | [ 161 ]                |
| 無効票                 | 無効票                 | 無効票                 | 13,355                 | 13,355                 | [ 161 ]                |
| 投票率                 | 投票率                 | 投票率                 | 65.97%                 | 65.97%                 | [ 161 ]                |

## 著作

### 博士論文
体外膜氧合術:臨床応用与預後之預測 (Emembrane oxygenation: clinical applications and prognosis prediction）2002年

### 書籍
- 《白色的力量1－柯文哲：我改変不了四季的変化，只能譲其尽善尽美》 出版社：三采 ，出版日期：2014/01/17
- 《白色的力量2—改変成真：柯文哲的城市進化論》 出版社：三采 ，出版日期：2014/10/09
- 《白色的力量3—柯P模式：柯文哲的SOP跟你想的不一樣》出版社：三采，出版日期：2015/11/06
- 《白色的力量4～光榮城市：柯文哲的進步價值》出版社：三采，出版日期：2018/06/29

### 註釈
1. ↑  MRTの駅に設置するには薬事法に抵触するため市内各区の健康中心で試験的に開始していたことや[58]、開始時点ではマスク購入の不便さが初期より改善していた。
2. ↑  高雄市長は罷免投票直前で韓国瑜本人に対する世論調査禁止期間だったため調査対象外となり5直轄市および全21県市による順位[67]
3. ↑  台南市政府で市長頼清徳に対し野党市議謝龍介が言った『一生あなた（頼清徳）だけを監督する（一生只監督你一人）[102]』のパロディ
4. ↑  台湾華語：Lèsèではなく台湾語：lah-sap。[104]
5. ↑  世論調査でも若者は柯支持が高いが、高齢者層では逆となっている[153]。